# NGC 432
NGC 432 es una galaxia elíptica de la constelación de Tucana. 
Fue descubierta el 6 de octubre de 1834 por el astrónomo John Herschel.